# Memi March
Mercè "Memi" March (el Morell, 1967 – Tiana, 6 de juliol de 2025) va ser una activista cultural catalana i artista underground, vinculada a l’escena alternativa de música i poesia. El 1995, juntament amb Paolo d’Antonio, va fundar la sala Heliogàbal al barri de Gràcia de Barcelona, espai que esdevingué un motor cultural per a concerts de petit format, recitals poètics i exposicions, amb prop de 4.000 activitats celebrades fins al 2025.
March va establir vincles amb diverses generacions d’artistes, poetes i músics, i ha estat definida com una figura clau de l’escena contracultural catalana, «una persona molt preuada» i amb una gran capacitat d’organitzar i fer funcionar iniciatives culturals sense dependre d’empreses o institucions, segons el poeta Enric Casasses. Diverses veus del sector cultural han subratllat la seva presència discreta però decisiva en la configuració de l’underground català.
El mateix 1995 va conèixer el músic i escriptor Pau Riba, amb qui va compartir gairebé tres dècades de vida i col·laboracions artístiques. Va participar en la revitalització de la productora Matriu Matràs, la producció i promoció de discos com Virus Laics (2008) i Mosques de colors (2013), així com en l’organització de recitals i concerts, inclòs l’homenatge Dioptria v.2.1 (2006) a L’Auditori de Barcelona. També va intervenir en l’edició del documental 37 anys i 1 dia (2006), va gestionar l’arxiu personal de Riba i va aportar materials a projectes editorials i audiovisuals. Després de la mort del músic, el 2022, va presentar el llibre pòstum Història de la música del segle XX (l’electrònica).
Va tenir una filla, Aina, i un fill en comú amb Pau Riba, Llull. Va morir a Tiana el 6 de juliol de 2025, als 58 anys, després de patir un ictus.